# پتیاله
شهر پتیاله (به انگلیسی: Patiala) با جمعیت ۳۵۶٫۹۳۶ نفر در ایالت پنجاب در کشور هند واقع شده‌است.
شهر پتیاله یکی از شاه‌نشین‌های سابق پنجاب بوده‌است. این شهر در جنوب شرقی ایالت و در فاصله ۶۵ کیلومتر از چندی‌گر مرکز ایالت قرار دارد.